# 脊髄神経後枝
脊髄神経後枝（せきずいしんけいこうし、英: posterior branches of the spinal nerves）は、脊髄神経が椎間孔で2つに分岐したうちの後方に伸びる枝のこと。31対ある脊髄神経すべてにあり、前枝に比べて細い枝である。

## 概説
後枝は分枝してすぐに後方に向かい、ほとんどのものはさらに内側枝と外側枝に分枝して、体幹後側の筋（固有背筋）および皮膚に分布する（分枝しないのは第一頸神経、第四および第五仙骨神経、および尾骨神経である）。髄節から出た神経がほぼそれぞれの体節に分布するが、頸部および仙骨部では隣接する髄節からの枝と交通している。交通していない神経でも、それぞれの皮膚分布は、上下の神経のそれと重なりがある。
内側枝、外側枝のそれぞれが感覚線維と運動線維で構成されているが、頸神経の外側枝は運動神経のみである。またC1-C3は後頭部に分布するため特殊で、C1は後頭下神経と呼ばれ、運動神経のみで、大後頭直筋、小後頭直筋、上頭斜筋、下頭斜筋、外側頭直筋、頭半棘筋を支配する。C2は大後頭神経で、項部から頭頂までの頭皮に分布する。
L1-L3およびS1-S3の外側枝は、小さな皮枝を出して臀部の上部から大転子にかけての領域に分布している。この神経はそれぞれ上殿皮神経、下殿皮神経と呼ばれる。

## 追加画像

脊髄神経の構造。前根、後根および前枝、後枝を図示してある。